# جورج بورنس (موجه قوارب)
جورج بورنس (بالإنجليزية: George Burns) هو موجه قوارب ‏ نيوزيلندي، ولد في 25 أكتوبر 1919، وتوفي في 20 نوفمبر 1995.